# Paracytheridea minaminipponica
Paracytheridea minaminipponica is een mosselkreeftjessoort uit de familie van de Paracytherideidae. De wetenschappelijke naam van de soort is voor het eerst geldig gepubliceerd in 1981 door Ishizaki.